# Isaiah Todd
Isaiah Todd (ur. 17 października 2001 w Baltimore) – amerykański koszykarz, występujący na pozycji silnego skrzydłowego.
W 2017 zajął siódme miejsce w turnieju Adidas Nations. W 2020 został wybrany do udziału w meczach gwiazd amerykańskich szkół średnich – McDonald’s All-American i Jordan Brand Classic. 
W 2021 reprezentował Washington Wizards podczas rozgrywek letniej ligi NBA.
24 czerwca 2023 trafił w wyniku wymiany do Phoenix Suns. 11 lipca 2023 został wytransferowany do Memphis Grizzlies.

## Osiągnięcia
Stan na 16 października 2023, na podstawie, o ile nie zaznaczono inaczej.
Reprezentacja
- Mistrz Ameryki U–16 (2017)